# Vaux-sur-Seine
Vaux-sur-Seine är en kommun i departementet Yvelines i regionen Île-de-France i norra Frankrike. Kommunen ligger i kantonen Meulan-en-Yvelines som tillhör arrondissementet Mantes-la-Jolie. År 2022 hade Vaux-sur-Seine 5 143 invånare.

## Befolkningsutveckling
Antalet invånare i kommunen Vaux-sur-Seine
| Referens: INSEE |